# 尼科亞灣

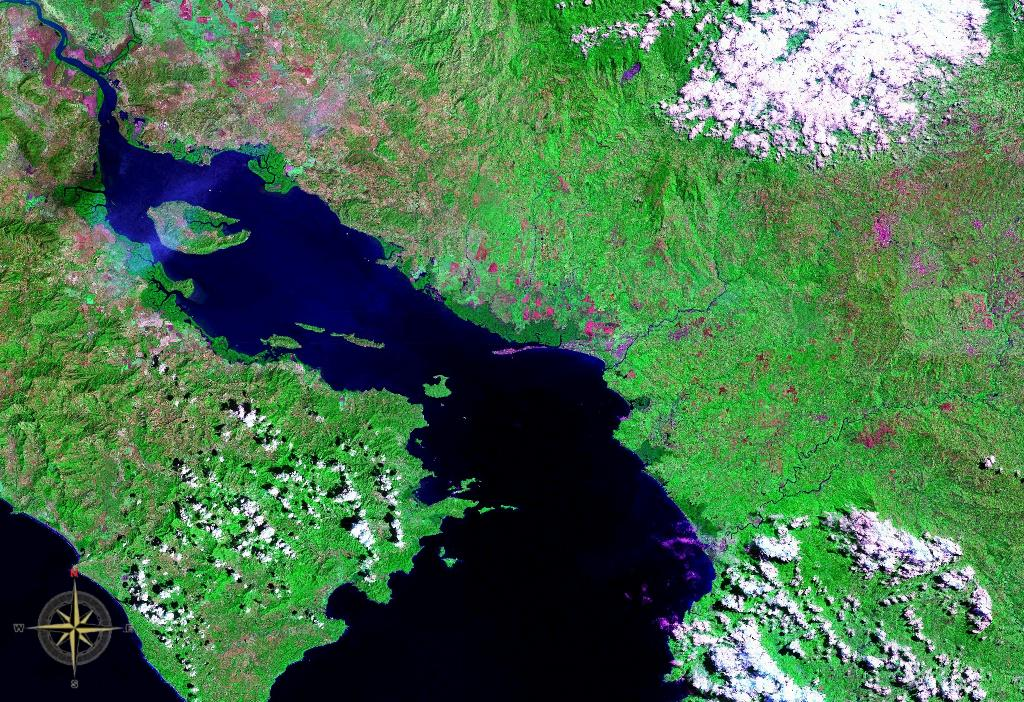
卫星照片

尼科亞灣是太平洋的港灣，位於哥斯達黎加西岸，由瓜納卡斯特省和蓬塔雷納斯省負責管轄，長90公里、寬15至50公里，把尼科亞半島和該國大陸分隔。

## 岛屿

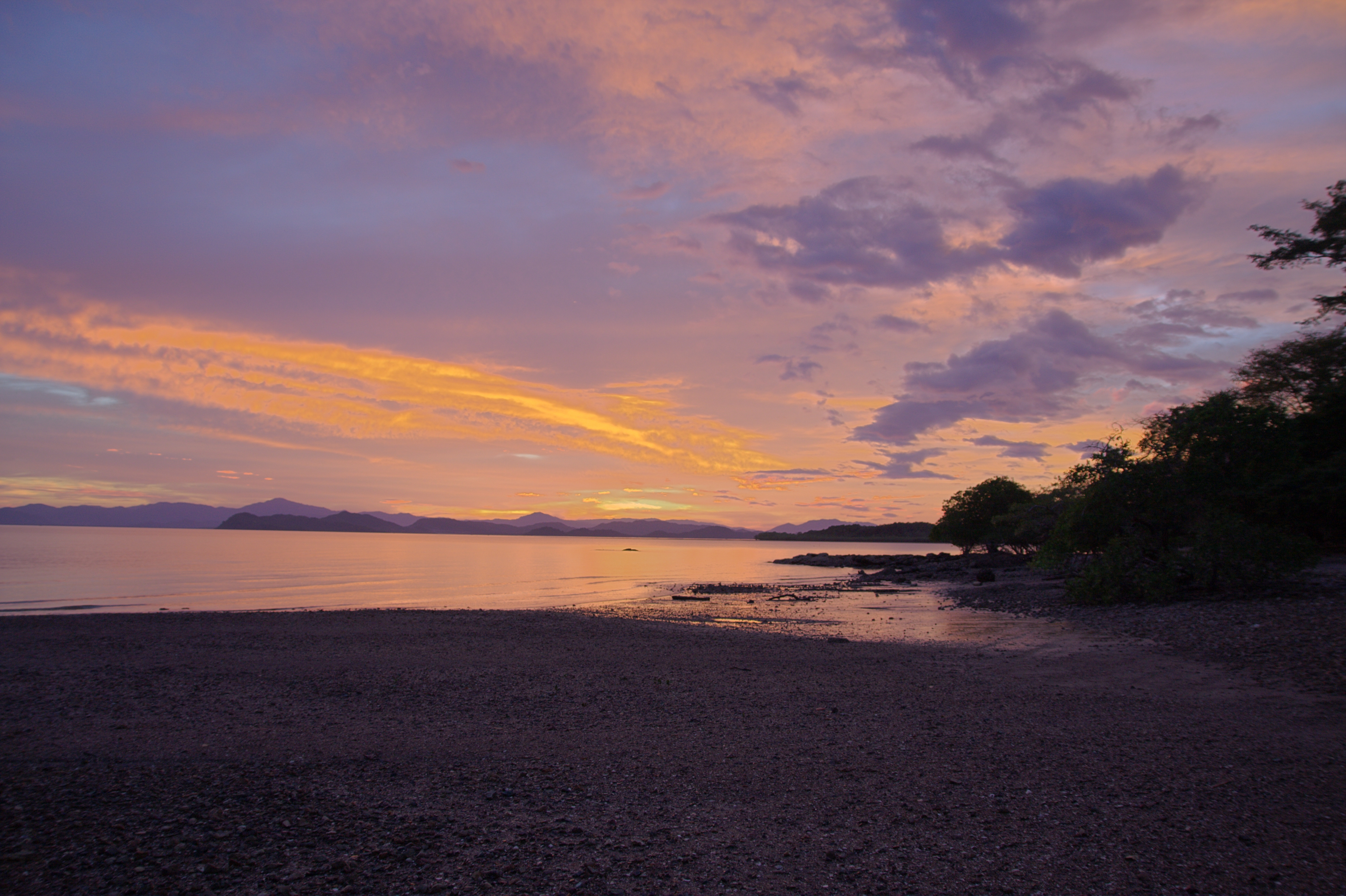
尼科亞半島与尼科亞灣的日落

- 奇拉岛
- 贝纳多岛（西班牙语：Isla Venado）
- 卡瓦约岛（西班牙语：Isla Caballo）
- 聖盧卡斯島

## 外部連結
- http://www.nicoyapeninsula.com/gulf/ （页面存档备份，存于）

9°48′N 84°48′W / 9.8°N 84.8°W